# 撒謊的偵探
〈撒謊的偵探〉（英語：The Lying Detective）是英國電視劇《新福爾摩斯》第四季的第二集，於2017年1月8日在BBC One、BBC First、美國公共電視和第一頻道首播。標題也可以譯為「躺下的偵探」或「倒下的侦探」。

## 劇情
由於瑪麗的死，福爾摩斯與華生仍持續保持距離。約翰腦海裡開始出現瑪麗的幻影，他開始尋求心理治療師的幫助。科文頓·史密斯是位傑出的慈善家和企業家，他找來許多同事以及自己的女兒費絲召開集會，並在會議中坦承自己殺人。由於他先前為參與會議者注射了干擾記憶的藥物，使得他們不會記得史密斯的供詞。儘管如此，費絲仍保有片段的記憶，她將勉強記得的零碎訊息寫在紙上，並找到再度開始濫用藥物的福爾摩斯。費絲表示紙條上有「一個字」影響了她，福爾摩斯起初拒絕並要她去報案，但她離開前，福爾摩斯提議兩人一起在倫敦街頭散步。麥考夫注意到福爾摩斯不尋常的舉動，並打電話通知約翰，意外地走漏另一位福爾摩斯的消息。福爾摩斯和費絲散步了一整夜，翌朝，他決定接手此案，但費絲已經離開。福爾摩斯回到公寓後，他推測「一個字」是指「任何人」。
夏洛克開始追查並在博客公開史密斯是殺人犯，但他毒癮發作後的瘋狂之舉嚇壞了哈德森太太，哈德森太太制伏了福爾摩斯並將他押到華生和他的心理治療師所在的地方，要求他的協助。福爾摩斯指出史密斯是連環殺手並要求華生協助，對此，華生感到震驚與煩惱。這時一輛由史密斯派出的汽車和一輛由醫院派出的救護車都來到心理治療師的所在之處，這些都是福爾摩斯在兩週前，也就是約翰還沒找上這位治療師之前便安排好的。
史密斯與福爾摩斯和華生見面，讓他們看了一場他飾演「麥片殺手」（麥片（cereal）和連環（serial）發音相同）的廣告，並帶他們參觀了他出資的醫院。 史密斯巧妙地在一個與院內孩童會面的場合暗示自己是連環殺手，接著史密斯將他倆帶到自己最喜歡的房間——太平間，並在談話中提起一位美國連環殺手H.H.福爾摩斯。華生問史密斯是如何自由進出院內的每個空間，史密斯表示他有鑰匙。福爾摩斯試圖設計史密斯坦承罪行，並表示自己早已用史密斯的手機傳了簡訊給費絲，要她趕來這裡。但福爾摩斯看到她後，發現她並非數星期前來到自己住處的女人，他既沮喪又瘋狂，認為之前來找自己的費絲是幻覺。激動之下用手術刀攻擊史密斯，但被華生攔下並制伏，華生反覆地毆打福爾摩斯，住進了史密斯所贊助建立的醫院。
華生探望夏洛克，留下他的舊拐杖後離開醫院。福爾摩斯誘使透過秘道進入病房內的史密斯殺了他，而史密斯在闡明自己喜歡殺人的快感，坦承自己的犯行後便下殺手。與此同時，麥卡夫、哈德森太太和華生都聚在夏洛克的住處，華生發現了瑪麗留下的錄像，知道了是瑪麗要求夏洛克設局拯救在痛苦邊緣無法自拔的華生。在看了瑪麗留下的「下地獄吧」訊息後，夏洛克根據瑪麗的指令陷自己於大難之中，並促使華生動身拯救自己。在華生看了瑪麗留下的遺言後發現真相，便趕往醫院救回即將被史密斯殺死的福爾摩斯。儘管史密斯自以為福爾摩斯沒有任何證據，但福爾摩斯早將竊聽器裝在華生的舊拐杖裡。
華生與福爾摩斯對談，不再因為瑪麗的死而責怪福爾摩斯。華生猜到並祝福夏洛克生日快樂，並讓夏洛克珍惜眼前，去找「那個女人」。華生對瑪麗的幻影坦白了與偶遇的神秘女人的簡訊往來，自責和對自己的失望之情將他淹沒。瑪麗的幻影鼓勵華生邁向人生。
事後夏洛克卻發現費絲留下的字條。在華生接受心理治療時，他的治療師透露自己是偽裝成費絲的人，也是與華生互通簡訊的人，她的真實身分是夏洛克與麥考夫的神秘姊妹「尤莉絲·福爾摩斯」，在華生不知所措時，尤莉絲扣下扳機。

## 製作
在2016年聖地牙哥國際漫畫展上，劇組公開了該集中的關鍵字：「史密斯」。

## 出典
標題“撒謊的偵探”改編自福爾摩斯系列短篇故事《垂死偵探探案》。反派科文頓·史密斯則是以英國廣播公司的著名DJ、曾性侵害數百名受害者包括精神科患者，青少年和兒童的吉米·薩維爾為藍本.。其案件也是BBC自成立至今以來最嚴重危機之一。《衛報》的山姆沃爾夫森指出，影射薩維爾的角色一定在 BBC 引起了驚愕。沃爾夫森“向 BBC 致以敬意”，他寫道：“公司內部一定有些不安，因為在他們的旗艦劇集中有這一集裡的角色是，一位受人喜愛的公眾人物……卻利用他的權力地位和名聲做出駭人聽聞的罪行”。這一集的第一個鏡頭實際上是這一集的最後一個鏡頭——尤魯斯·福爾摩斯向約翰·沃森開槍。

## 外部連結
- 互联网电影数据库上The Lying Detective的资料（英文）
- 在BBC one 上 《The Lying Detective》 （页面存档备份，存于）的資料（英文）